# Tillandsia 'Bergos'
Tillandsia 'Bergos' es un  cultivar híbrido del género Tillandsia perteneciente a la familia  Bromeliaceae.
Es un híbrido creado en el año 1983 con las especies Tillandsia bergeri × Tillandsia aeranthos.